# Daniel Podence
Daniel Castelo Podence, né le 21 octobre 1995 à Oeiras (Portugal), est un footballeur portugais qui évolue au poste d'attaquant ou de milieu de terrain à Al-Shabab FC.

## Biographie

### Carrière en club

#### Sporting CP
Daniel Podence joue son premier match avec le Sporting CP le 29 décembre 2014 contre le Vitória Guimarães, en Coupe de la Ligue portugaise (victoire 2-0 au Stade D. Afonso Henriques).
Le Portugais joue son premier match de Primeira Liga le 17 septembre 2016 avec le Moreirense FC contre l'Estoril Praia (défaite 2-0 au Stade António Coimbra da Mota).
Il marque son premier but dans le championnat du Portugal le 29 octobre 2016 avec les verdes e branches contre le CD Tondela (victoire 2-1 à l'Estádio João Cardoso).
Le 1er juin 2018, il résilie son contrat avec le club lisboète. Ce départ intervient deux semaines après l'attaque violente perpétrée par un groupe de supporters cagoulés qui a envahi le centre d'entraînement du club à Alcochete.

#### Olympiakos
Le 9 juillet 2018, alors qu'il est libre de tout contrat après son départ du Sporting CP, Daniel s'engage avec le club grec de l'Olympiakos.

#### Wolverhampton Wanderers
Le 30 janvier 2020, il rejoint Wolverhampton Wanderers et signe un contrat de quatre ans.
Il marque son premier but avec les Wolves le 20 juillet 2020 contre Crystal Palace lors de l'avant-dernière journée du championnat d'Angleterre.

### Carrière en sélection
Avec les espoirs, il participe au championnat d'Europe espoirs en 2017. Lors de cette compétition, il joue trois matchs. Il délivre une passe décisive lors du premier match contre la Serbie, puis marque un but lors du dernier match disputé contre la Macédoine. Le bilan du Portugal dans cette compétition est de deux victoires et une défaite.

## Statistiques
| Saison                | Club                    | Championnat           | Championnat | Championnat | Championnat | Coupe nationale | Coupe nationale | Coupe nationale | Coupe de la Ligue | Coupe de la Ligue | Coupe de la Ligue | Supercoupe | Supercoupe | Supercoupe | Compétition(s) continentale(s) | Compétition(s) continentale(s) | Compétition(s) continentale(s) | Compétition(s) continentale(s) | Total | Total | Total |
| Saison                | Club                    | Division              | M.          | B.          | P.d.        | M.              | B.              | P.d.            | M.                | B.                | P.d.              | M.         | B.         | P.d.       | Comp.                          | M.                             | B.                             | P.d.                           | M.    | B.    | P.d.  |
| 2014-2015             | Sporting Portugal       | Liga NOS              | 0           | 0           | 0           | 2               | 0               | 0               | 4                 | 0                 | 1                 | -          | -          | -          | -                              | -                              | -                              | -                              | 6     | 0     | 1     |
| 2015-2016             | Sporting Portugal       | Liga NOS              | 0           | 0           | 0           | 0               | 0               | 0               | 1                 | 0                 | 0                 | -          | -          | -          | -                              | -                              | -                              | -                              | 1     | 0     | 0     |
| 2016-2017             | Sporting Portugal       | Liga NOS              | 13          | 0           | 3           | 4               | 0               | 0               | 0                 | 0                 | 0                 | -          | -          | -          | -                              | -                              | -                              | -                              | 17    | 0     | 3     |
| 2017-2018             | Sporting Portugal       | Liga NOS              | 12          | 0           | 4           | 4               | 0               | 3               | 3                 | 0                 | 1                 | -          | -          | -          | C1                             | 1                              | 0                              | 0                              | 20    | 0     | 8     |
| Sous-total            | Sous-total              | Sous-total            | 25          | 0           | 7           | 6               | 0               | 3               | 8                 | 0                 | 2                 | -          | -          | -          | -                              | 1                              | 0                              | 0                              | 40    | 0     | 12    |
| 2016-2017             | Moreirense FC (prêt)    | Liga NOS              | 14          | 4           | 2           | 1               | 0               | 0               | 3                 | 0                 | 1                 | -          | -          | -          | -                              | -                              | -                              | -                              | 18    | 4     | 3     |
| Sous-total            | Sous-total              | Sous-total            | 14          | 4           | 2           | 1               | 0               | 0               | 3                 | 0                 | 1                 | -          | -          | -          | -                              | -                              | -                              | -                              | 18    | 4     | 3     |
| 2018-2019             | Olympiakos              | Super League          | 27          | 5           | 8           | 2               | 2               | 0               | -                 | -                 | -                 | -          | -          | -          | C3                             | 12                             | 1                              | 1                              | 41    | 8     | 9     |
| 2019-2020             | Olympiakos              | Super League          | 15          | 3           | 4           | 0               | 0               | 0               | -                 | -                 | -                 | -          | -          | -          | C1                             | 12                             | 2                              | 1                              | 27    | 5     | 5     |
| Sous-total            | Sous-total              | Sous-total            | 42          | 8           | 12          | 2               | 2               | 0               | -                 | -                 | -                 | -          | -          | -          | -                              | 24                             | 3                              | 2                              | 68    | 13    | 14    |
| 2019-2020             | Wolverhampton Wanderers | Premier League        | 9           | 1           | 1           | -               | -               | -               | -                 | -                 | -                 | -          | -          | -          | C3                             | 4                              | 0                              | 1                              | 13    | 1     | 2     |
| 2020-2021             | Wolverhampton Wanderers | Premier League        | 24          | 3           | 2           | -               | -               | -               | 1                 | 0                 | 0                 | -          | -          | -          | -                              | -                              | -                              | -                              | 25    | 3     | 2     |
| 2021-2022             | Wolverhampton Wanderers | Premier League        | 26          | 2           | 3           | 2               | 2               | 0               | 2                 | 2                 | 0                 | -          | -          | -          | -                              | -                              | -                              | -                              | 30    | 6     | 3     |
| 2022-2023             | Wolverhampton Wanderers | Premier League        | 30          | 5           | 0           | 1               | 0               | 0               | 4                 | 0                 | 1                 | -          | -          | -          | -                              | -                              | -                              | -                              | 35    | 5     | 1     |
| Sous-total            | Sous-total              | Sous-total            | 91          | 11          | 6           | 3               | 2               | 0               | 7                 | 2                 | 1                 | -          | -          | -          | -                              | 4                              | 0                              | 1                              | 105   | 15    | 8     |
| Total sur la carrière | Total sur la carrière   | Total sur la carrière | 172         | 23          | 25          | 12              | 4               | 3               | 18                | 2                 | 4                 | -          | -          | -          | -                              | 29                             | 3                              | 3                              | 231   | 32    | 35    |

## Palmarès

### En club
- Moreirense FC
  - Vainqueur de la Coupe de la Ligue portugaise en 2017.

- Olympiakós
  - Champion de Grèce en 2020.
  - Vainqueur de la Ligue Europa Conférence en 2024.